# Trogon de collar
El trogon de collar (Trogon collaris) és una espècie d'ocell de la família dels trogònids (Trogonidae) que habita boscos i selva humida del sud de Mèxic, incloent la Península de Yucatán, Guatemala, Belize, Hondures, Costa Rica, Panamà, Colòmbia, Veneçuela, Trinitat i Tobago, Guaiana, cap al sud, per l'oest dels Andes, fins al nord-est de l'Equador i per l'est dels Andes fins a l'est del Perú, nord de Bolívia, i oest i est del Brasil.